# Kinematografija Ruskog Carstva
Kinematografija Ruskog carstva (rus. Кинемато́граф Росси́йской импе́рии, do revolucije - синематографъ) - burno se razvijala u razdoblju od 1907. do 1920. g., te je stvorila temelje za snimanje i distribuciju filmova. Od više od 2700 umjetničkih filmova, snimljenih u Rusiji do 1920. g., do danas je sačuvano (u pravilu samo djelomično), u ruskim i inozemnim filmskim arhivima, oko 300 filmova.

## Pojava kinematografije u Rusiji
Već u travnju 1896., četiri mjeseca nakon prvih pariških projekcija, u Rusiji se pojavljuju prvi kinematografski uređaji; npr. 6. travnja 1896. korijeniti počasni građanin Sankt Peterburga V.I. Rebrikov predaje molbu u Ministarstvo Carskog dvora za dopuštenje da snimi krunidbeno slavlje. Za taj je događaj bio dogovoren dolazak snimatelj iz kompanije braće Lumière Camillea Cerfa, čija je molba registrirana 4. svibnja 1896. Taj se dan održala prva u Rusiji projekcija "kinematografa Lumièrea" u kazalištu peterburškog vrta "Akvarium" - publici je bilo pokazano nekoliko filmova u pauzi između drugog i trećeg čina vodvilja "Al'fred-Paša v Pariže". 6. svibnja 1896. održale su se prve moskovske projekcije u kazalištu Solodovnikova.
U Moskvi je kinematograf braće Lumière prvi put službeno pokazan na pristupačnim projekcijama u toku pet dana, od 26. do 31. svibnja 1896. g., u kazalištu ljetnog vrta "Ermitaž" nakon završetka predstava.
Camille Cerf u svibnju stvara prve u Rusiji dokumentarne snimke slavlja u čast krunidbe Nikole II., a ta se njegova kronika smatra prvim filmom-reportažom na svijetu. Značajna zasluga u promicanju kinematografije među ruskom publikom pripada francuskom poduzetniku i pustolovu Charlesu Omonu, koji je predstavio novu razonodu ne samo prijestolničkoj, već i provincijalnoj publici na tržnici u Nižnjem Novgorodu u lipnju 1896. 4. srpnja u novinama "Nižegorodskij listok" pojavljuje se članak Maksima Gorkog posvećen kinematografiji (izdan pod pseudonimom "M. Pacatus").
Projekcije su ubrzo postale najmodernijom zabavom, stalne kinodvorane počele su se pojavljivati u mnogim velikim gradovima Rusije. Prva stalna kinodvorana otvorila se u Sankt Peterburgu u svibnju 1896. na adresi Nevski prospekt, dom 46.
"Kino 'Živa fotografija' se otvorilo sasvim neprimjetno, a posjećivala su ga prvenstveno djeca. Prikazali su samo tri filma. Prvi, koji je obišao sve ekrane svijeta, prikazuje vrtlara koji polijeva travnjake, i dječaka koji je stao na crijevo. <…> Drugi film – pogled na Nevski prospekt s konjskim tramvajem i kočijašima. I, na kraju, treći – dolazak vlaka. <…> Glazbene pratnje nema. Trajanje projekcije – ne više od trideset minuta s dvjema pauzama. Prvo kino u Rusiji je brzo propalo".
Prve je prave ruske snimke napravio umjetnik Vladimir Sašin koji je radio u moskovskom Teatru Korša. Kupivši projektor "vitagraf", Sašin je počeo snimati kratkometražne filmove koje su od kolovoza 1896. počeli prikazivati gledateljima nakon kazališnih predstava (u moskovskim novinama toga vremena sačuvala su se mnogobrojna svjedočanstva o tome).
"Sašin, talentirani glumac, pokazao se također kao talentirani fotograf koji pokazuje sliku u pokretu. To je naš moskovski "Lumière". Gdin Sašin namjerava snimati različite scene na ulici, izlaske iz kazališta, probe, zasjedanja, predavanja, i sl.

## Razvoj
Inozemni su proizvođači dugo vemena držali monopol na proizvodnju uređaja i filmova, ograničavali njihov izvoz u Rusiju, te primali za distribuciju samo radove vlastitih snimatelja. Sve do 1908. doprinos ruskih poduzetnika u kinematografiji bio je ograničen distribucijom uvoznih filmova i epizodičnim snimkama dokumentarnih kratkometražnih filmova (obično radi mjesnog prikazivanja). Iznimka su bile dokumentarne snimke epizoda iz života carske obitelji koje je, počevši od 1897. g., redovito radio snimatelj Boleslav Matuševskij, a od 1900. g. - Aleksandr Jageljskij, koji je dobio Carsku povlasticu za snimanje i širenje takvih filmova. Međutim, u cijelosti su inicijativu u organizaciji snimaka kroničkih filmova i nabavu stranih filmova za prikazivanje u Rusiji imale moskovske podružnice francuskih kompanija "Bratja Pate", "Gomon" i dr. Značajan uspjeh dokumentarnog filma "Donskije kazaki" (1908.) kompanije "Bratja Pate", od kojeg je samo u Rusiji odmah razgrabljeno 219 primjeraka, pokazao je da će ruska publika pokazati veliki interes za vlastitu tematiku, te su te kompanije počele snimati umjetničke filmove u Rusiji.
Prioritet u tom području je, međutim, pripao kratkometražnom filmu peterburškog kinoateljea Aleksandra Drankova "Ponizovaja voljnica" ("Stenjka Razin"), koji se pojavio na ekranima 15. listopada 1908. g. Skoro istovremeno s Drankovim sa snimanjem domaćih umjetničkih filmova počinje moskovski poduzetnik Aleksandr Hanžonkov.
Godine 1907. počinje izlaziti časopis "Kino" - prva ruska periodična publikacija posvećena kinematografiji. Rastući interes za kinematografiju uzrokovao je pojavu mnoštva tematskih novina i časopisa, od kojih je većina izlazila kratko.
"U Moskvi su počele izlaziti specijalizirane novine 'Počta Sinematografa', posvećene kinodvoranama kojih je u Rusiji bilo više od 1200." ("Birževyje vedomosti")
Prvi ruski umjetnički filmovi bili su ekranizacije fragmenata klasičnih djela ruske književnosti ("Pesn' pro kupca Kalašnikova", "Idiot", "Bahčisarajskij fontan"), narodnih pjesama ("Uhar'-kupec") ili su ilustrirali epizode iz povijesti ("Smrt Ivana Groznog", "Petar Veliki").
Razvoju produkcije pridonosi i profesionalno usavršavanje snimatelja - rad sa svjetlom postaje sofisticiraniji, počinju se primijenjivati maske koje u kadru povezuju dvije ili više slika snimljenih u različito vrijeme. U filmu "Odlazak velikog starca" (1912.) snimatelj Aleksandr Levickij je prvi put u praksi ruskog kina primijenio pri snimanju nekoliko epizoda dvostruku ekspoziciju.
Rusko nacionalno kino neočekivano brzo nadoknađuje desetogodišnji zaostatak za europskim filmskim školama, te brzo dorasta inovacijama. Značajan broj takvih velikih postignuća pripada kinoateljeu Hanžonkova. 1911. g. na ekranima se pojavljuje prvi u Rusiji dugometražni film "Oborona Sevastopolja" koji su zajedno režirali Hanžonkov i Vasilij Gončarov. 1912. g. kompanija pušta u distribuciju prvi animirani film s radnjom na svijetu, snimljen u tehnici trodimenzionalne animacije - "Lijepa Ljukanida ili rat jelenaka sa strizibubama" u režiji Vladislava Stareviča, koji također razvija umjetnost upotrebe specijalnih efekata u igranom filmu, te u tome postiže značajan uspjeh. Početkom 1910-ih kompanija Hanžonkova postaje neosporni lider ruske kinoprodukcije, kod njega karijeru započinju prve zvijezde ruskog kina: Aleksandra Gončarova, Andrej Gromov, Ivan Mozžuhin, redatelji: Vasilij Gončarov, Pjotr Čardynin i Vladislav Starevič. Osim mnoštva umjetničkih filmova, kompanija Hanžonkova se bavila također snimanjem i širenjem prosvjetiteljskih filmova. 1911. g. u trgovačkoj kući je bio otvoren "Znanstveni odsjek" koji se bavio produkcijom znanstvenih, prirodoslovnih i etnografskih filmova s temama iz zemljopisa Rusije, poljoprivrede, tvornica, zoologije i botanike, fizike i kemije, itd.
Godine 1913., zahvaćen općim rastom ruske ekonomije, počinje burni razvoj kinematografije, stvaraju se nove kompanije; među njima je i velika kompanija Josifa Jermoljeva koja je snimila više od 120 filmova, među kojima su značajni "Pikova dama" (1916.) i "Otec Sergij" (1918.) Jakova Protazanova.
Dugo se nalazeći u sjeni uspjeha Hanžonkova, kompanija "P. Timan i F. Rejngardt" je 1913. g. snimila iznimno uspješnu seriju umjetničkih filmova ("Russkaja zolotaja serija"), čiji su ključni redatelji bili Jakov Protazanov i Vladimir Gardin. U seriji se nalaze takvi filmovi kao što su "Anna Karenjina" (1914.), "Plemićko gnijezdo", "Rat i mir" (oba 1915.), i dr. U toj je seriji filmova debitirao Vsevolod Mejerhojd koji je 1915. režirao film "Slika Doriana Graya".
Aleksandr Drankov također pronalazi vlastiti recept za komercijalni uspjeh i snima ruske verzije detektivsko-melodramatičnog serijala izumljenog u Francuskoj - "Sonjka - zolotaja ručka" (1914. – 1915.), "Razbojnik Vas'ka Čurkin" (1914-1915), "Anton Krečet" (1916.), i dr.
Prema nepotpunim podacima 1913. je u Rusiji radilo 1412 kinodvorana, od njih 134 u Peterburgu, te 67 u Moskvi.

## Osobitosti shvaćanja kinematografije
Godine 1912. kino je postalo jedan od najraširenijih i uobičajenih prizora u velikim i srednjim gradovima Rusije.
"Prošetajte navečer ulicama metropola, velikih sjedišta gubernijske uprave, kotarskih gradića, većih sela i predgrađa, i svugdje na ulicama s osamljeno treperavim petrolejskim svjetiljkama susrest ćete isto: osvjetljeni ulaz, i kod ulaza gomilu koja čeka red - kino... Bacite pogled na dvoranu, iznenadit će vas sastav publike: ovdje su svi - studenti i žandari, pisci i prostitutke, oficiri i kursistice, svakojaki intelektualci s naočalama, bradicom, i radnici, prodavači i trgovci, svjetske dame, modistice, činovnici, riječju, - svi..."
Prema tvrdnji M. Alejnikova, "prosvjetiteljske i demokratske tradicije progresivne ruske književnosti i ruskog kazališta, koji su uvijek težili za tim da postanu dostupni milijunima čitatelja i gledatelja, primorale su rusku književno-umjetničku javnost da u novoj umjetnosti kinematografije vide novi snažni oblik demokratske predstave", zbog čega se u Rusiji kinematografija shvaćala nešto drugačije nego u Europi. Ruski kazališni djelatnici osobito nisu podržali inicijativu koju su 1912. pokrenule inozemne kazališne organizacije povodom stvaranja međunarodnog pokreta "borbe s kinematografijom". Npr., Peterburški savez dramskih i glazbenih pisaca je, na poziv da sudjeluje u kongresu tog pokreta, odgovorio pismom u kojem se ukazivalo na to da, prema mišljenju ruskih pisaca, kino "nije zlo, protiv kojeg treba sazivati međunarodne konferencije".
Međutim, shvaćanje kinematografije kao umjetnosti još je uvijek bilo nedovoljno rašireno. Vladimir Majakovski je 1913. pisao:
"Kinematografija i umjetnost su pojave različitog karaktera. Umjetnost daje uzvišene obrasce, dok kino, kao tiskarski stroj knjigu, umnožava i razbacuje po najzabačenijim i najudaljenijim dijelovima svijeta."
Sličnog su se gledišta pridržavali rukovoditelji najprestižnijih kazališta, koji su obično zabranjivali glumcima svojih trupa da snimaju filmove. Ta zabrana, međutim, nije bila bezuvjetna, te bi u nizu slučajeva popularni kazališni glumci dobili odobrenje da sudjeluju u, npr., ekranizacijama djela ruske klasike.

## Državno uređenje kinematografije i cenzura
Prema potrebi je u regulaciji kinematografije sudjelovala i država. Npr., u Moskvi su organizatori projekcija morali radi dobivanja odobrenja osigurati izvršenje pravila o smještanju i sadržaju kina, prihvaćenih 1912. Suglasno tim pravilima dopuštalo se otvarati kinodvorane samo u prizemlju i na prvom katu kamenih zgrada, bilo je zabranjeno smještanje kinodvorana neposredno nad i pod ljekarnama, njihovim skladištima, i trgovinama boja i lakova. Kinodvorane se moralo odvajati od drugih prostora kamenim zidovima i nesagorivim stropovima. Obavezni su bili izlazi za nuždu u slučaju požara. U svakoj je dvorani morala biti ventilacija.
Postupno su se razvila i cenzurna ograničenja za kinematografiju. 1908. moskovski je gradonačelnik prvi put izdao zabranu na prikazivanje "pariškog žanra" (tj. frivolnih ili pornografskih sadržaja). Dana 27. studenog 1908. u uredu moskovskog gradonačelnika bila je uvedena dužnost cenzora filmova. Posebna je kategorija zabrana postojala za prikazivanje pripadnika carske obitelji (ta se zabrana ukidala samo u posebnim slučajevima, npr. za filmove posvećene tristogodišnjici kuće Romanova). Na zahtjev Sinoda i njegove Crkvene cenzure bio je uveden niz djelomičnih ili potpunih zabrana na prikazivanje svetih ikona, crkvenih obreda (uključujući krštenje) i procesija, a također obreda bilo kojih kršćanskih vjeroispovijesti. Neka od tih ograničenja nisu bila službena, međutim, nije ih se moglo ignorirati.

## Kinematografija nakon 1914. godine
Ulazak Rusije 1914. g. u Prvi svjetski rat doveo je do velikih promjena u kinematografiji. Neki su glumci, redatelji i drugi profesionalci bilo pozvani u vojsku ili su otišli na front kao dobrovoljci. Drugi, njemačkih korijena, (Vladimir Siversen, Paul' Timan i dr.) bili su internirani, otpravljeni, te više nisu mogli raditi. Međutim, opći broj filmova koji su se snimali nastavljao je brzo rasti - i zbog toga što se uvoz filmova iz Europe zahvaćene ratom naglo smanjio. U to se vrijeme produkcijom također aktivno bavio Skobelevski komitet koji je naručivao patriotske i propagandne filmove, često vrlo uspješne. Za njihov je program mnogo radio Vladislav Starevič, npr. režirao je animiranu alegoriju "Lilija Bel'gii".
Upravo u vrijeme rata dolazi do procvata umjetničke ruske kinematografije. U tom razdoblju snima svoje glavne filmove istaknuti kinostilist Jevgenij Bauer, aktivno rade Vladimir Gardin i Vjačeslav Viskovskij, podižu na novu razinu vještinu veterani-redatelji Pjotr Čardinin i Jakov Protazanov; pojavljuju se nova zvjezdana glumačka imena - Vera Holodnaja, Vitoljd Polonskij, Ivan Perestiani, novi filmski studiji - Mihaila Trofimova ("Rus'") i Dmitrija Haritonova (Trgovačka kuća Haritonova). Burno se razvija i filmska periodika - 1916. g. u Rusiji je izlazilo 11 profesionalnih filmskih časopisa.
O popularnosti kina kod publike svjedoče brojke koje je naveo Semjon Ginzburg:
"1916. g. u Rusiji je bilo prodano više od 150 milijuna karata za kino. Iz toga proizlazi da je prosječno na svaku pročitanu knjigu dolazilo pet-šest odlazaka u kino, a na svaku prodanu kartu za kazalište <…> - deset-dvadeset prodanih karata za kino. Može se, prema tome, tvrditi da je u predrevolucijskoj Rusiji, u svakom slučaju u godinama prvog svjetskog rata, kino kao zadovoljenje estetskih potreba stanovništva imalo veću ulogu nego kazalište i čak književnost."
Rat i brzi razvoj kina postavili su pred ruske poduzetnike pitanje o stvaranju nove infrastrukture filmske produkcije - studiji Moskve i Peterburga više nisu udovoljavali rastućim zahtjevima. A. Hanžonkov za svoju kompaniju 1916. gradi novu snimateljsku bazu na Jalti. U proljeće 1917., odmah nakon Februarske revolucije, Hanžonkov prevozi na Jaltu praktički svo osoblje svoje kompanije i ubrzo pokreće produkciju filmova u Krimu; slijede ga Jermoljev i dr. U razdoblju do studenog 1920. g. Jalta postaje najveći kinematografski centar Rusije, iako se produkcija nastavlja i u objema prijestolnicama.
Nakon poraza vojske Wrangela većina je filmaša emigrirala. Neki od njih su nastavili raditi u inozemstvu (Mozžuhin, Jermoljev, Starevič), drugi su se nakon nekog vremena vratili u domovinu (Hanžonkov, Čardynin, Viskovskij). Ruska filmska industrija je bila nacionalizirana u nekoliko etapa, te je postala osnova za stvaranje kinematografije RSFSR-a i SSSR-a.

## Galerija
- Plakati ruskih filmova 1910-ih: "Vor"
- Film "Nikogda"
- Film "Tiho"
- Film "Ubijca"

## Statistika proizvodnje umjetničkih filmova
- 1908. – 8 filmova
- 1909. – 23 filma
- 1910. – 30 filmova
- 1911. – 76 filmova
- 1912. – 102 filma
- 1913. – 129 filmova (18 kompanija)
- 1914. – 232 filma (31 kompanija)
- 1915. – 370 filmova (47 kompanija)
- 1916. – 499 filmova (52 kompanije)

## Rekordi po metraži
(Samo sačuvani filmovi)
- 1908. – Ruska svadba 16. stoljeća (245 m)
- 1909. – Pjotr Velikij (590 m)
- 1910. – Marfa–Posadnica (545 m)
- 1911. – Obrana Sevastopolja (2000 m)
- 1912. – 1812. godine (1300 m)
- 1913. – Obryv (2300 m)
- 1914. – Anna Karenina (2700 m)
- 1915. – Saška-seminarist (5535 m)
- 1916. – Jastrebinoje gnezdo (3100 m)
- 1917. – Satana likujuščij (3683 m)
- 1918. – Molči, grust'… molči… (3150 m)[19]
- 1919. – Ljudi gibnut za metall (1800 m)

## Dostupnost predrevolucijskih ruskih filmova
Većina suvremenih izvora slaže se u tome da se od otprilike 2700 naslova filmova, snimljenih u Ruskom carstvu, do danas u potpunosti ili u značajnijim fragmentima sačuvalo tek nešto više od 300 filmova. U "Katalogu sačuvanih igranih filmova Rusije" navedeno je 305 igranih filmova snimljenih u razdoblju od 1908. do 1919. g., sačuvanih barem djelomično, 7 filmova snimljenih po želji državnih organizacija i 27 filmova s pretpostavljenim nazivima ili nazvanih uvjetno (svega 339 filmova). Ti se filmovi većinom čuvaju u Državnom fondu kinofilmova Ruske Federacije (skr. Gosfiljmofond). Poznato je da se u francuskom Cinémathèqueu čuva značajna kolekcija ruskih filmova, te u nekim drugim inozemnim fondovima, a razmjena s njima dopušta da se periodično popunjava kolekcija Gosfiljmofonda. Značajno mnoštvo (i do danas praktički ne sistematiziranih) ruskih kroničkih, prirodoslovnih i znanstveno-popularnih filmova čuva se u Ruskom državnom arhivu filmskih dokumenata i fotodokumenata.

## Filmski tisak
Novine i časopisi posvećene kinematografiji počeli su izlaziti u Rusiji 1907.: u kolovozu se pojavio prvi broj časopisa "Kino" (koji je izlazio kao prilog časopisu o fotografiji "Svetopis'"), a u listopadu - prvi broj časopisa "Sine-fono", koji se nastavio izdavati do 1918.
Periodika je postala važna pojava koja je pridonosila rastu popularnosti kina i stvaranju posebnog odnosa širokih masa prema njemu. U pravilu su takve časopise izdavali vlasnici filmskih studija, te su oni često imali reklamni karakter. Posebno mjesto u takvim izdanjima zauzimao je časopis "Pegas" kinoateljea Hanžonkova, koji je, osim informacija o filmovima puštenih u distribuciju, objavljivao filmske scenarije, polemične materijale, prosvjetiteljske članke, te je bio usmjeren ne samo na promicanje filmova kompanije koja ga je izdavala, već i na razvitak ruske filmske industrije općenito.
- "Kino" (1907. – 1908.)
- "Sine-fono" (1907. – 1918.)
- "Vestnik kinematografov v Sankt Peterburge" (1908)[21]
- "Kinemo" (1909. – 1910.)
- "Sinematograf" (1910. – 1912.)
- "Kine-žurnal" (1910. – 1917.)
- "Vestnik kinematografii" (1911. – 1917.)
- "Pegas" (1915. – 1917.)
- "Projektor" (1915. – 1918.)
- "Kinematograf" (1915. – 1918.)

## Istaknuti filmski djelatnici

### Filmska industrija
- Aleksandr Drankov (Trgovačka kuća Drankova)
- Aleksandr Hanžonkov (Trgovačka kuća Hanžonkova)
- Paul' (Pavel Gustavovič) Timan (Trgovačka kuća "P. Timan i F. Rejngardt")
- Trgovačka kuća "Prodafil'm"
- Robert Perskij (Trgovačka kuća "P.D. Perskij")
- Trgovačko društvo "Var'ag"
- Josif Jermoljev (Trgovačko društvo J. Jermoljeva)
- Boris Glagolin (Trgovačko društvo "Russkaja lenta")
- Mihail Trofimov i Moisej Alejnikov (Trgovačka kuća "Rus'")
- Dmitrij Haritonov (Trgovačka kuća Haritonova)

### Redatelji
- Vasilij Gončarov
- Pjotr Čardinin
- Jakov Protazanov
- Viktor Turžanskij
- Česlav Sabinskij
- Vladislav Starevič
- Jevgenij Bauer
- Vladimir Gardin
- Vjačeslav Viskovskij

### Glumci
- Aleksandra Gončarova
- Andrej Gromov
- Ivan Mozžuhin
- Oljga Gzovskaja
- Sofja Goslavskaja
- Vera Karalli
- Vera Holodnaja
- Vitoljd Polonskij
- Ivan Perestiani
- Boris Glagolin